# Songhai
Songhai eller songhai-folket er en etnisk gruppe fra Vestafrika, der er beslægtet med den etniske gruppe Mande (el. Mandé). Songhai-sproget er derimod i familie med den nilosahariske sproggruppe, hvilket ikke gælder Songhai-folkets nabogrupper.
Songhai og Mandé var de dominerende etniske grupper i Songhai-Imperiet, der dominerede den vestlige del af Sahel-regionen i 1600- til 1700-tallet. I dag omfatter gruppen omkring 1,5 millioner mennesker, og Songhai-folket findes fortrinsvis i og omkring Mali og Niger, i den del af Afrika, der kendes under den historiske betegnelse Western Sudan (en betegnelse, som ikke må forveksles eller blandes sammen med landet Sudan og dets nuværende geografiske udstrækning).
| Folkeslag | Spire Denne artikel om folkeslag eller etnografi er en spire som bør udbygges. Du er velkommen til at hjælpe Wikipedia ved at udvide den. |